# Georgi Dimitrov (football, 1931)
Pour les articles homonymes, voir Georgi Dimitrov (homonymie).
Georgi Dimitrov (en bulgare : Георги Димитров), né le 1er mai 1931 à Bourgas et mort le 16 mars 1978 à Gabbare, est un footballeur international bulgare. Il évoluait au poste d'attaquant.

## Biographie

### En club
Georgi Dimitrov est joueur du FC Chernomorets Burgas (en) de 1948 à 1950,.
En 1951, il rejoint le Tcherno More Varna,.
Dimitrov est transféré en 1955 au CSKA Sofia,.
Lors de son passage avec le club, il est sacré champion de Bulgarie à cinq reprises.
Il participe avec cette équipe à la Coupe d'Europe des clubs champions lors de trois saisons consécutives (neuf matchs, deux buts). Il est quart de finaliste de cette compétition en 1957.
Il devient ensuite joueur du Tcherno More Varna en 1959,.
Il raccroche les crampons en 1964,.

### En équipe nationale
International bulgare, il reçoit 30 sélections pour 7 buts marqués en équipe de Bulgarie entre 1953 et 1958.
Son premier match en sélection a lieu le 6 septembre 1953 contre la Tchécoslovaquie (victoire 2-1 à Sofia) dans le cadre des qualifications pour la Coupe du monde 1954.
Il inscrit ses deux premiers buts en équipe nationale une semaine plus tard, en amical contre la Pologne, permettant à son équipe de faire match nul (2-2) à Sofia.
Il fait partie de l'équipe bulgare médaillée de bronze aux Jeux olympiques de 1956. Il dispute trois rencontres durant le tournoi. Il inscrit un but lors du quart de finale contre la Grande-Bretagne. Il joue durant la petite finale remportée contre l'Inde.
Le 22 mai 1957, il marque un nouveau doublé, contre la Norvège, lors des éliminatoires du mondial 1958, permettant à son équipe de l'emporter 1-2 à Oslo.
Son dernier match en sélection a lieu le 21 décembre 1958 contre l'Allemagne de l'Ouest (victoire 3-0 à Augsbourg) en amical.

### Entraîneur
Il poursuit une carrière d'entraîneur après sa carrière de joueur.

## Palmarès
| CSKA Sofia - Championnat de Bulgarie (5) : - Champion : 1955, 1956, 1957, 1958 et 1958-59. - Coupe de Bulgarie (1) : - Vainqueur : 1955. |  | Bulgarie - Jeux olympiques : - Bronze : 1956. |